# Полоса нестабильности
Полоса нестабильности представляет собой регион на диаграмме ГР, который занимают пульсирующие переменные звезды (в том числе переменные типа RR Лиры, цефеиды, W Девы, ZZ Кита, RV Тельца, Дельта Щита, SX Феникса и быстро осциллирующие Ap звезды).
Полоса нестабильности пересекается с главной последовательностью в области А и F звёзд (1-2 солнечной массы) и простирается вверх почти вертикально (с наклоном вправо) в область звёзд самой высокой светимости. В нижней части полоса нестабильности пересекает так называемый разрыв Герцшпрунга.

## Пульсации
Звезды на полосе нестабильности пульсируют благодаря дважды ионизированному гелию. В нормальных A-F-G звёздах гелий в фотосфере электронейтрален. Глубже под фотосферой, по достижении температуры в 25000-30000 K, начинается слой, в котором происходит первичная ионизация гелия. Вторая ионизация начинается при температуре в 35000-50000 К.
Когда звезда сжимается, плотности и температура в слое первой ионизации растёт. Начинается процесс второй ионизации. Непрозрачность среды увеличивается и поток энергии из внутренних областей звезды эффективно поглощается. Температура этого слоя увеличивается, и он начинает расширяться. После расширения, плотность и температура уменьшается и дважды ионизированный гелий рекомбинирует в однократно ионизированный. Наружный слой сжимается и цикл начинается сначала.
Сдвиг между фазами пульсаций и фазами изменения яркости зависит от расстояния Зоны ионизации гелия от поверхности звезды.